# Pierre de Rosier
Pierre de Rosier, ou Pierre de Rosergues, mort le 31 mai 1514 à Lavaur, est un prélat français du XVe siècle et du début du XVIe siècle.

## Biographie
Il est un neveu de Pierre de Lyon, archevêque de Toulouse.
Pierre de Rosier devient prévôt de Saint-Étienne de Lyon.
Après la mort de Pierre de Lyon, archevêque de Toulouse, la plus grande partie du chapitre élit Pierre de Rosier comme successeur. Quelques chanoines donnent leur suffrage à Hector de Bourbon, fils naturel de Jean II de Bourbon. Pierre du Rosier fait confirmer son élection  par les archevêques de Narbonne et de Bourges, et prend possession de l'archevêché. Il fait effectuer des fouilles dans l'église Saint-Jacques, située près de la cathédrale Saint-Étienne de Toulouse, à la recherche des reliques de saint Jacques. 
Hector de Bourbon s'oppose à cette élection sous prétexte des bulles qu'il a obtenues du pape. Le roi renvoie cette affaire au parlement de Bordeaux, qui décide  en faveur d'Hector de Bourbon par un arrêt de 1494, .
Pierre de Rosier devient alors évêque de Lavaur à partir de 1500. Il fait construire le grand portail de Saint-Alain.